# دل ماركيز
دل ماركيز (بالإنجليزية: Del Marquis)‏ هو كاتب أغاني أمريكي، ولد في 31 أغسطس 1977 في نيويورك في الولايات المتحدة.

## وصلات خارجية
- الموقع الرسمي
- دل ماركيز على موقع IMDb (الإنجليزية)
- دل ماركيز على موقع ميوزك برينز (الإنجليزية)